# 京都市立上京中学校
京都市立上京中学校（きょうとしりつかみぎょうちゅうがっこう）は京都府京都市上京区一条通室町西入東日野殿町にある公立中学校。

## 目標
学校教育目標
- 自立・貢献・夢づくり

～ 豊かな心とたくましく生きる力を備え，社会に貢献する夢や希望をもって，未来を切り拓く生徒の育成 ～

## 沿革
- 1887年 （明治20年）7月1日 - 上京区高等小学校 設立。上京区（当時）を通学区域とする[4][注釈 1]。
- 1889年 （明治22年）7月1日 - 京都市制により上京高等小学校に改称。
- 1892年 （明治25年）4月1日 - 京都市上京区中立売通室町西入三丁目に新築移転。
- 1897年 （明治30年）4月1日 - 京都市第三高等小学校新設に伴い、京都市第一高等小学校と改称[6][7]。
- 1908年 （明治41年）- 京都府女子師範学校の代用附属となる。
- 1941年 （昭和16年）4月 - 国民学校令施行により、高等科のみの国民学校となり京都市上京国民学校に改称[8]。
- 1947年 （昭和22年）
  - 4月25日 - 学制改革により京都市立上京中学校が新制中学校として設立[2]。
  - 5月5日 - 開校式 挙行
- 1950年（昭和25年） - 山下清孟、全国に先駆けて中学校吹奏楽部を創部。
- 1962年 （昭和37年）7月14日 - プール 竣工
- 1962年 （昭和52年）7月14日 - 新校歌 制定
- 1980年 （昭和52年）10月11日 - 講堂兼体育館 竣工
- 1987年 （昭和62年）10月11日 - 新通学服 制定
- 1980年 （平成2年）1月17日 - 新校舎に移転
- 1980年 （平成2年）3月11日 - 新校舎 竣工式
- 2001年 （平成13年）4月1日 - 育成学級の新設・図書室の移転
- 2002年 （平成14年）4月1日 - 滋野中学校の一部を統合[注釈 2]
- 2003年 （平成15年）4月1日 - 二期制試行
- 2003年 （平成15年）12月1日 - 選択制学校給食開始
- 2014年 （平成26年）4月1日 - LD（学習障害）等通級指導教室 新設

## 部活動
運動部
- 陸上部
- 野球部
- サッカー部
- 卓球部
- 女子バレーボール部
- 女子バスケットボール部
- 水泳部
- 女子テニス部
- ラグビー部

文化部
- 吹奏楽部
- 美術部
- 社会情報部

## 著名な卒業生
- 兼田敏（作曲家）